# Selenia kuldjana
Selenia kuldjana là một loài bướm đêm trong họ Geometridae.